# La trilogía de Nueva York
La trilogía de Nueva York es una antología de novelas policíacas del escritor estadounidense Paul Auster publicadas entre 1985 y 1987, conformada por tres relatos: Ciudad de cristal, Fantasmas y La habitación cerrada. Esta obra supondría el lanzamiento de su autor a nivel internacional y le valdría el reconocimiento como uno de los grandes narradores estadounidenses de los últimos tiempos. 
En la primera historia, Ciudad de cristal, una llamada telefónica envolverá a un escritor en una compleja trama de locura y redención. Fantasmas cuenta las andanzas de un detective atrapado en el caso más extraño de su carrera. Por su parte, La habitación cerrada narra el encuentro de un novelista con sus propios demonios, a raíz de la desaparición de un amigo de la infancia.
El azar, la naturaleza de la voluntad y una particular forma de entender el suspense ya se dan cita en esta colección de relatos, apuntando así algunas de las claves de la futura producción literaria de Auster. Además, explora algunos recursos que más tarde utilizaría en su obra Leviatán: la reflexión sobre el propio proceso creador, la mezcla entre ensayo y ficción y ese juego de espejos con la realidad tan caro al autor y a sus lectores.